# 湯浅克衛
湯浅 克衛（ゆあさ かつえ、1910年2月26日 - 1982年3月15日）は、日本の小説家。
香川県生まれ。本名・猛。小中学校時代を朝鮮で過ごし、第一早稲田高等学院中退。1934年に「カンナニ」が『改造』懸賞小説の佳作となり、1935年に作家デビュー。1936年、本庄陸男、平林彪吾、田辺耕一郎、伊藤整、井上友一郎らと第二次『現実』を創刊、ついで武田麟太郎、高見順らの『人民文庫』に加わりプロレタリア文学に傾く。その後植民地小説を書き、戦後はブラジル移民を主題とした。京城中学校時代の同級生に中島敦がいる。

## 著書
- 移民 版画荘 1937 (版画荘文庫)
- 先駆移民 新潮社 1939
- 莨 赤塚書房 1939
- 葉山桃子 新潮社 1939 (土の文学叢書)
- 青い上衣 昭和書房 1940
- 怒濤の譜 河出書房 1940
- 遥かなる地平 東亜公論社 1940
- 半島の朝 三教書院 1942
- 民族の緯糸  育生社弘道閣 1942 (新世代叢書)
- 青空何処まで 東亜公論社 1942
- 二つなき太陽のもとに 地平社 1942
- 新生 山根書房 1943
- 白系露人村 金星堂 1944
- 鴨緑江 晴南社 1944
- カンナニ 大日本雄弁会講談社 1946
- 初恋 世界社 1947
- 舞姫記 崔承喜の半生 文明社出版部 1947
- 連翹 青年論壇社 1947
- 三平物語 万有社 1948
- トルストイ 人間愛の文豪 偕成社 1952 (偉人物語文庫)
- 対馬 出版東京 1952
- アマゾンの国ブラジル  東西文明社 1956 (少年少女基本学校図書全集)
- ラテン・アメリカへの招待 中南米移住読本 日本週報社 1958
- 南米への旅  雪華社 1961
- カンナニ 湯浅克衛植民地小説集 池田浩士編 インパクト出版会 1995.3